# Meilleurs handballeurs aux Championnats du monde
Les meilleurs handballeurs aux Championnats du monde sont les joueurs qui ont désignés dans l'équipe-type de chaque championnat du monde masculin de handball.

## Bilan
Le tableau ci-dessous recense les meilleurs joueurs des différents championnat du monde entre 1990 et 2025 :
| Année | Meilleur joueur            | Équipe       |
| ----- | -------------------------- | ------------ |
| 1990  | Jackson Richardson         | France       |
| 1993  | Magnus Andersson           | Suède        |
| 1995  | Jackson Richardson (2)     | France (2)   |
| 1997  | Talant Dujshebaev          | Espagne      |
| 1999  | Stefan Lövgren             | Suède (2)    |
| 2001  | Stefan Lövgren (2)         | Suède (3)    |
| 2003  | Christian Schwarzer        | Allemagne    |
| 2005  | Ivano Balić                | Croatie      |
| 2007  | Ivano Balić (2)            | Croatie (2)  |
| 2009  | Igor Vori                  | Croatie (3)  |
| 2011  | Nikola Karabatic           | France (3)   |
| 2013  | Mikkel Hansen              | Danemark     |
| 2015  | Thierry Omeyer             | France (4)   |
| 2017  | Nikola Karabatic (2)       | France (5)   |
| 2019  | Niklas Landin Jacobsen     | Danemark (2) |
| 2021  | Niklas Landin Jacobsen (2) | Danemark (3) |
| 2023  | Mathias Gidsel             | Danemark (4) |
| 2025  | Mathias Gidsel (2)         | Danemark (5) |

## Meilleurs joueurs par compétition

### De1938à1986
De 1938 à 1986, il n'y a pas d'équipe-type officiellement désignée par l'IHF, mais des journalistes notamment ont pu désigner des meilleurs joueurs à leur poste.

### Championnat du monde 1990
Le Français Jackson Richardson aurait été nommé meilleur joueur (MVP) du tournoi[réf. à confirmer].

Il n'y aurait en revanche pas eu d'équipe-type, bien que le roumain Alexandru Buligan[réf. à confirmer]ou l'Est-Allemand Peter Hofmann (de)[réf. à confirmer] aient été évoqués comme meilleur gardien et le Yougoslave Irfan Smajlagić comme meilleur ailier gauche.

### Championnat du monde 1993
L'équipe-type de la compétition est, :
- Meilleur joueur (MVP) : Magnus Andersson,  Suède
- Gardien : Lorenzo Rico,  Espagne
- Ailier gauche : Valeri Gopine,  Russie
- Arrière gauche : Marc Baumgartner,  Suisse
- Demi-centre : Magnus Andersson,  Suède
- Pivot : Dimitri Torgovanov,  Russie
- Arrière droit : Mateo Garralda,  Espagne
- Ailier droit : Bjarki Sigurðsson (en),  Islande

### Championnat du monde 1995
L'équipe-type du championnat du monde est :
- Meilleur joueur : Jackson Richardson,  France[7],[8]
- Équipe du mondial[9],[10] :
  - Gardien de but : Andreas Thiel,  Allemagne
  - Ailier gauche : Erik Hajas,  Suède
  - Arrière gauche : Talant Dujshebaev,  Espagne
  - Demi-centre : Jackson Richardson,  France
  - Pivot : Geir Sveinsson,  Islande
  - Arrière droit : Yoon Kyung-shin,  Corée du Sud
  - Ailier droit : Irfan Smajlagić,  Croatie

### Championnat du monde 1997
À l'issue du tournoi, l'équipe-type du tournoi a été désignée :
- Meilleur joueur : Talant Dujshebaev,  Espagne
- Meilleur gardien de but : Mats Olsson,  Suède
- Meilleur ailier gauche : Valeri Gopine,  Russie
- Meilleur arrière gauche : Vassili Koudinov,  Russie
- Meilleur demi-centre : Talant Dujshebaev,  Espagne
- Meilleur pivot : Guéric Kervadec,  France
- Meilleur arrière droit : Staffan Olsson,  Suède
- Meilleur ailier droit : Valdimar Grímsson,  Islande

### Championnat du monde 1999
L'équipe-type de la compétition est :
- Meilleur joueur (MVP) : Stefan Lövgren ( Suède)[13][réf. à confirmer]
- Meilleur gardien : Andreï Lavrov ( Russie)
- Meilleur ailier gauche : Rafael Guijosa ( Espagne)
- Meilleur arrière gauche: Vassili Koudinov ( Russie)
- Meilleur demi-centre : Nedeljko Jovanović ( RF Yougoslavie)
- Meilleur pivot : Rolando Uríos ( Cuba)
- Meilleur arrière droit : Staffan Olsson ( Suède)
- Meilleur ailier droit : Johan Petersson ( Suède)

### Championnat du monde 2001
À l'issue du tournoi, l'équipe type a été désignée :
- Meilleur joueur : Stefan Lövgren,  Suède
- Meilleur gardien de but : David Barrufet,  Espagne
- Meilleur ailier gauche : Édouard Kokcharov,  Russie
- Meilleur arrière gauche: Stefan Lövgren,  Suède
- Meilleur demi-centre : Hussein Zaky,  Égypte
- Meilleur pivot : Bertrand Gille,  France
- Meilleur arrière droit : Yoon Kyung-shin,  Corée du Sud
- Meilleur ailier droit : Žikica Milosavljević (de),  RF Yougoslavie

### Championnat du monde 2003
L'équipe-type du championnat du monde 2003 est, :
- Meilleur joueur (MVP) : Christian Schwarzer,  Allemagne
- Gardien : Henning Fritz,  Allemagne)
- Ailier gauche : Édouard Kokcharov,  Russie
- Arrière gauche : Carlos Pérez,  Hongrie
- Demi-centre : Enric Masip,  Espagne
- Pivot : Christian Schwarzer,  Allemagne
- Arrière droit : Patrick Cazal,  France
- Ailier droit : Mirza Džomba,  Croatie

### Championnat du monde 2005
L'équipe-type du mondial est, :
- Meilleur joueur (MVP) : Ivano Balić,  Croatie
- Gardien : Arpad Šterbik,  Serbie-et-Monténégro
- Ailier gauche : Édouard Kokcharov,  Russie
- Arrière gauche : Wissem Hmam,  Tunisie
- Demi-centre : Ivano Balić,  Croatie
- Pivot : David Juříček,  Rép. tchèque
- Arrière droit : Mateo Garralda,  Espagne
- Ailier droit : Mirza Džomba,  Croatie

### Championnat du monde 2007
| Fritz Kokcharov Knudsen Jurasik Karabatic Kraus M. Lijewski Meilleur joueur : Balić Meilleur buteur : Sigurðsson (66 buts)               |
| Équipe-type du championnat du monde masculin 2007                                                                                        |
| · Fritz · Kokcharov · Knudsen · Jurasik · Karabatic · Kraus · M. Lijewski Meilleur joueur : Balić Meilleur buteur : Sigurðsson (66 buts) |

L'équipe-type du championnat du monde masculin 2007 est  :
- Meilleur joueur : Ivano Balić,  Croatie[20]
- Gardien de but : Henning Fritz,  Allemagne
- Ailier gauche : Édouard Kokcharov,  Russie
- Arrière gauche: Nikola Karabatic,  France
- Demi-centre : Michael Kraus,  Allemagne
- Pivot : Michael V. Knudsen,  Danemark
- Arrière droit : Marcin Lijewski,  Pologne
- Ailier droit : Mariusz Jurasik,  Pologne

### Championnat du monde 2009
L'équipe-type du championnat du monde 2009 est :
- Meilleur joueur : Igor Vori,  Croatie
- Meilleur gardien de but : Thierry Omeyer,  France
- Meilleur ailier gauche : Michaël Guigou,  France
- Meilleur arrière gauche : Blaženko Lacković,  Croatie
- Meilleur demi-centre : Nikola Karabatic,  France
- Meilleur pivot : Igor Vori,  Croatie
- Meilleur arrière droit : Marcin Lijewski,  Pologne
- Meilleur ailier droit : Ivan Čupić,  Croatie

### Championnat du monde 2011
| Omeyer Tvedten Gille Zrnić Hansen Doder Petersson Meilleur joueur : Karabatic Meilleur buteur : Hansen , 68 buts              |
| Équipe-type du championnat du monde 2011                                                                                      |
| · Omeyer · Tvedten · Gille · Zrnić · Hansen · Doder · Petersson Meilleur joueur : Karabatic Meilleur buteur : Hansen, 68 buts |

Lors de la conférence de presse de clôture, l'équipe-type de la compétition a été dévoilée :
- Meilleur joueur : Nikola Karabatic,  France
- Meilleur gardien : Thierry Omeyer,  France
- Meilleur ailier gauche : Håvard Tvedten,  Norvège
- Meilleur arrière gauche: Mikkel Hansen,  Danemark
- Meilleur demi-centre : Dalibor Doder,  Suède
- Meilleur pivot : Bertrand Gille,  France
- Meilleur arrière droit : Alexander Petersson,  Islande
- Meilleur ailier droit : Vedran Zrnić,  Croatie

### Championnat du monde 2013
| Landin Dibirov Aguinagalde Lindberg A. Entrerríos Duvnjak Nagy Meilleur joueur : Hansen Meilleur buteur : Eggert (55 buts)               |
| Équipe-type du championnat du monde 2013                                                                                                 |
| · Landin · Dibirov · Aguinagalde · Lindberg · A. Entrerríos · Duvnjak · Nagy Meilleur joueur : Hansen Meilleur buteur : Eggert (55 buts) |

L'équipe-type du tournoi est composée des joueurs suivants, :
- meilleur joueur (Most Valuable Player) : Mikkel Hansen,  Danemark.
- meilleur gardien de but : Niklas Landin Jacobsen,  Danemark
- meilleur ailier gauche : Timour Dibirov,  Russie
- meilleur arrière gauche : Alberto Entrerríos,  Espagne
- meilleur demi-centre : Domagoj Duvnjak,  Croatie
- meilleur pivot : Julen Aguinagalde,  Espagne
- meilleur arrière droit : László Nagy,  Hongrie
- meilleur ailier droit : Hans Lindberg,  Danemark

### Championnat du monde 2015
| Omeyer Rivera Jurecki Gajić Capote Karabatic Marković Meilleur joueur : Omeyer Meilleur buteur : Gajić (71 buts)               |
| Équipe-type du championnat du monde 2015                                                                                       |
| · Omeyer · Rivera · Jurecki · Gajić · Capote · Karabatic · Marković Meilleur joueur : Omeyer Meilleur buteur : Gajić (71 buts) |

L'équipe-type désignée à l'issue du tournoi est composée de :
- Meilleur joueur : Thierry Omeyer,  France
- Meilleur gardien de but : Thierry Omeyer,  France
- Meilleur ailier gauche : Valero Rivera,  Espagne
- Meilleur arrière gauche : Rafael Capote,  Qatar
- Meilleur demi-centre : Nikola Karabatic,  France
- Meilleur pivot : Bartosz Jurecki,  Pologne
- Meilleur arrière droit : Žarko Marković,  Qatar
- Meilleur ailier droit : Dragan Gajić,  Slovénie

### Championnat du monde 2017
| Gérard Tollbring Myrhol Bjørnsen Sagosen Duvnjak Remili Meilleur joueur : Nikola Karabatic Meilleur buteur : Kiril Lazarov , 50 buts              |
| Équipe-type du championnat du monde 2017 |
| · Gérard · Tollbring · Myrhol · Bjørnsen · Sagosen · Duvnjak · Remili Meilleur joueur : Nikola Karabatic Meilleur buteur : Kiril Lazarov, 50 buts |

L'équipe type du tournoi est composée des joueurs suivants :
- Meilleur joueur : Nikola Karabatic,  France
- Meilleur gardien de but : Vincent Gérard,  France
- Meilleur ailier gauche : Jerry Tollbring,  Suède
- Meilleur arrière gauche : Sander Sagosen,  Norvège
- Meilleur demi-centre : Domagoj Duvnjak,  Croatie
- Meilleur pivot : Bjarte Myrhol,  Norvège
- Meilleur arrière droit : Nedim Remili,  France
- Meilleur ailier droit : Kristian Bjørnsen,  Norvège

### Championnat du monde 2019
| Landin Jøndal Myrhol Solé Sagosen Lauge Wiede Meilleur joueur : Mikkel Hansen Meilleur buteur : Mikkel Hansen , 72 buts              |
| Équipe-type du championnat du monde 2019                                                                                             |
| · Landin · Jøndal · Myrhol · Solé · Sagosen · Lauge · Wiede Meilleur joueur : Mikkel Hansen Meilleur buteur : Mikkel Hansen, 72 buts |

L'équipe type du tournoi est composée des joueurs suivants :
- Meilleur joueur : Mikkel Hansen,  Danemark
- Meilleur gardien de but : Niklas Landin Jacobsen,  Danemark
- Meilleur ailier gauche : Magnus Jøndal,  Norvège
- Meilleur arrière gauche : Sander Sagosen,  Norvège
- Meilleur demi-centre : Rasmus Lauge,  Danemark
- Meilleur pivot : Bjarte Myrhol,  Norvège
- Meilleur arrière droit : Fabian Wiede,  Allemagne
- Meilleur ailier droit : Ferrán Solé,  Espagne

### Championnat du monde 2021
| Palicka Wanne Fabregas Solé Hansen Gottfridsson Gidsel Meilleur joueur : Hansen Meilleur buteur : Marzo , 58 buts              |
| Équipe-type du championnat du monde 2021                                                                                       |
| · Palicka · Wanne · Fabregas · Solé · Hansen · Gottfridsson · Gidsel Meilleur joueur : Hansen Meilleur buteur : Marzo, 58 buts |

L'équipe-type du tournoi est composée des joueurs suivants :
- Meilleur joueur :  Mikkel Hansen
- Meilleur gardien de but :  Andreas Palicka
- Meilleur ailier droit :  Ferrán Solé
- Meilleur arrière droit :  Mathias Gidsel
- Meilleur demi-centre :  Jim Gottfridsson
- Meilleur pivot :  Ludovic Fabregas
- Meilleur arrière gauche :  Mikkel Hansen
- Meilleur ailier gauche :  Hampus Wanne

### Championnat du monde 2023
| Wolf Fernández Fabregas Ekberg Pytlick Remili Dujshebaev Meilleur joueur : Mathias Gidsel Meilleur jeune joueur : Juri Knorr Meilleur buteur : Gidsel , 60 buts              |
| Équipe-type du championnat du monde 2023 |
| · Wolf · Fernández · Fabregas · Ekberg · Pytlick · Remili · Dujshebaev Meilleur joueur : Mathias Gidsel Meilleur jeune joueur : Juri Knorr Meilleur buteur : Gidsel, 60 buts |

L'équipe-type du tournoi, désignée après la finale, est composée des joueurs suivants : 
- Meilleur joueur :  Mathias Gidsel
- Meilleur gardien de but :  Andreas Wolff
- Meilleur ailier droit :  Niclas Ekberg
- Meilleur arrière droit :  Alex Dujshebaev
- Meilleur demi-centre :  Nedim Remili
- Meilleur pivot :  Ludovic Fabregas
- Meilleur arrière gauche :  Simon Pytlick
- Meilleur ailier gauche :  Ángel Fernández
- Meilleur jeune joueur :  Juri Knorr

### Championnat du monde 2025
| Nielsen Nahi Iturriza Šoštarić Pytlick M. Costa Martinović Meilleur joueur : Gidsel Meilleur jeune joueur : F. Costa Meilleur buteur : Gidsel , 74 buts              |
| Équipe-type du championnat du monde 2025 |
| · Nielsen · Nahi · Iturriza · Šoštarić · Pytlick · M. Costa · Martinović Meilleur joueur : Gidsel Meilleur jeune joueur : F. Costa Meilleur buteur : Gidsel, 74 buts |

L'équipe-type du tournoi, désignée après la finale, est composée des joueurs suivants : 
- Meilleur joueur : Mathias Gidsel,  Danemark
- Meilleur gardien de but : Emil Nielsen,  Danemark
- Meilleur ailier droit : Mario Šoštarić,  Croatie
- Meilleur arrière droit : Ivan Martinović,  Croatie
- Meilleur demi-centre : Martim Costa,  Portugal
- Meilleur pivot : Victor Iturriza,  Portugal
- Meilleur arrière gauche : Simon Pytlick,  Danemark
- Meilleur ailier gauche : Dylan Nahi,  France
- Meilleur jeune joueur : Francisco Costa,  Portugal